# Řepov
Řepov település Csehországban, a Mladá Boleslav-i járásban. Řepov Mladá Boleslav, Dobrovice, Plazy, Židněves és Kolomuty településekkel határos. Lakosainak száma 789 fő (2024. január 1.).

## Népesség
A település lakosságának változását az alábbi diagram mutatja:
| Lakosok száma | 192  | 437  | 534  | 528  | 528  | 704  | 725  | 720  | 768  | 789  |
|               | 1869 | 1900 | 1921 | 1961 | 1980 | 2011 | 2016 | 2019 | 2021 | 2024 |